# Vavilovs mimikry

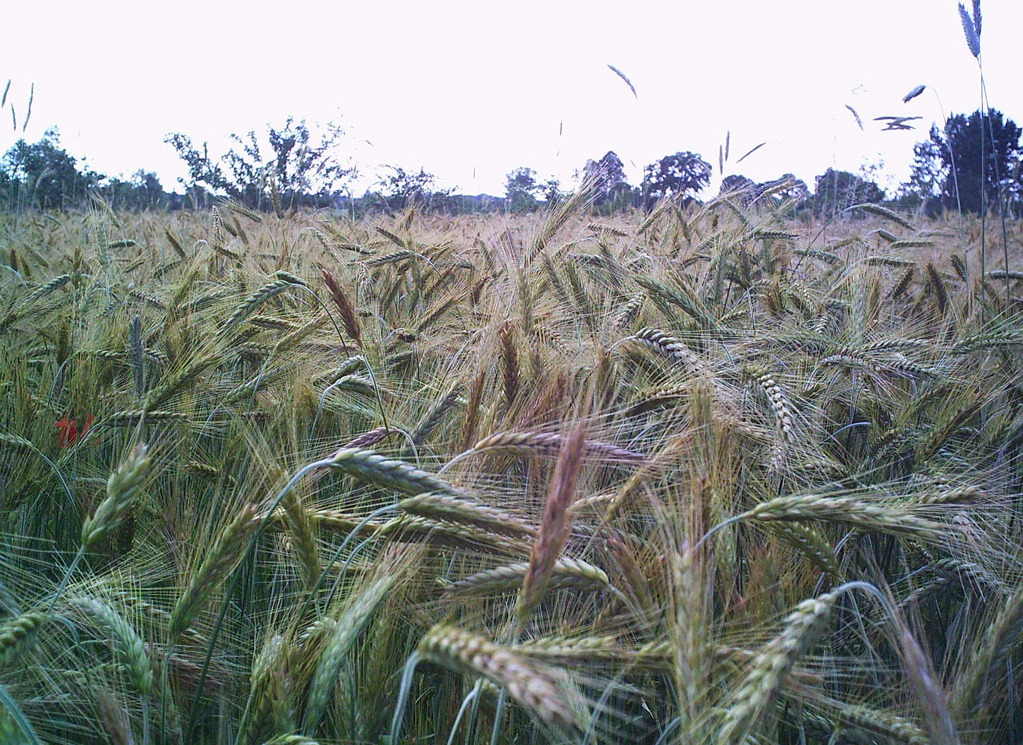
Råg är från början ett ogräs, som utvecklade en skyddande likhet med vete.

Vavilovs mimikry är en form av skyddande likhet som förekommer bland växter och som först beskrevs av den ryske botanikern Nikolaj Vavilov. Vid denna form av mimikry ”gömmer sig” ogräs bland odlade växter för att överleva. Bland sädesslagen har både råg och havre utvecklats genom Vavilovs mimikry.

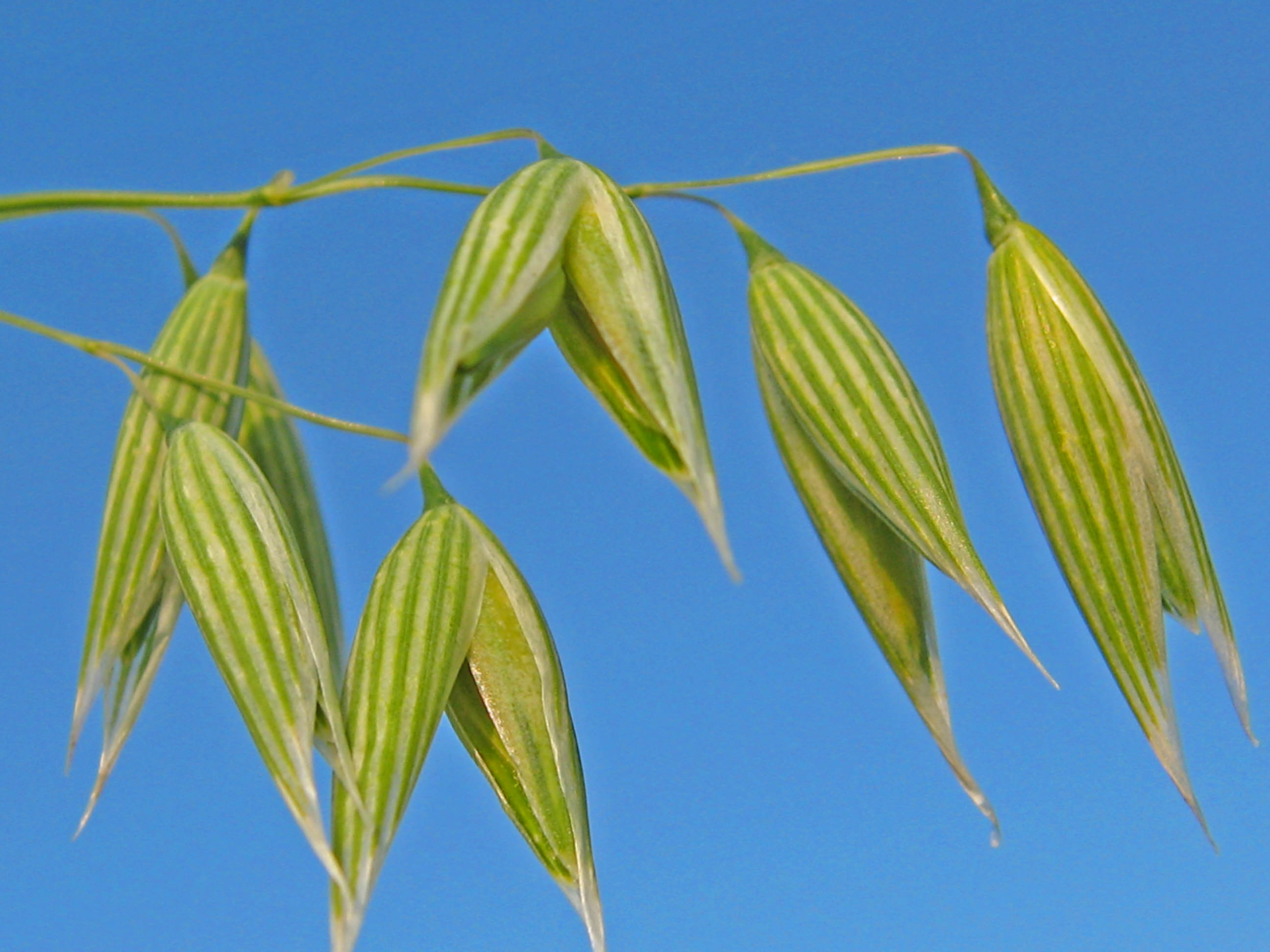
Havre var också ett ogräs som utvecklades genom Vavilovs mimikry.

## Mimikry
Mimikry betyder ungefär skyddande likhet, och är en form av beteende eller utseende utvecklat som utvecklats både inom djur- och växtriket. Vanligtvis är det frågan om att härma en art som på något sätt är farlig, för att på så sätt avskräcka predatorer.

## Mimikrynsfylogeni
Det finns gott om teorier kring hur mimikry utvecklas över tid. Sedan mimikryn först beskrevs (1861) och de första teorierna lanserades har forskarna blivit eniga om att det är frågan om en positiv evolutionär anpassning. Det naturliga urvalet gynnar under många betingelser den skyddande likheten, så att de individer som bäst antagit likheten får föra arten vidare.

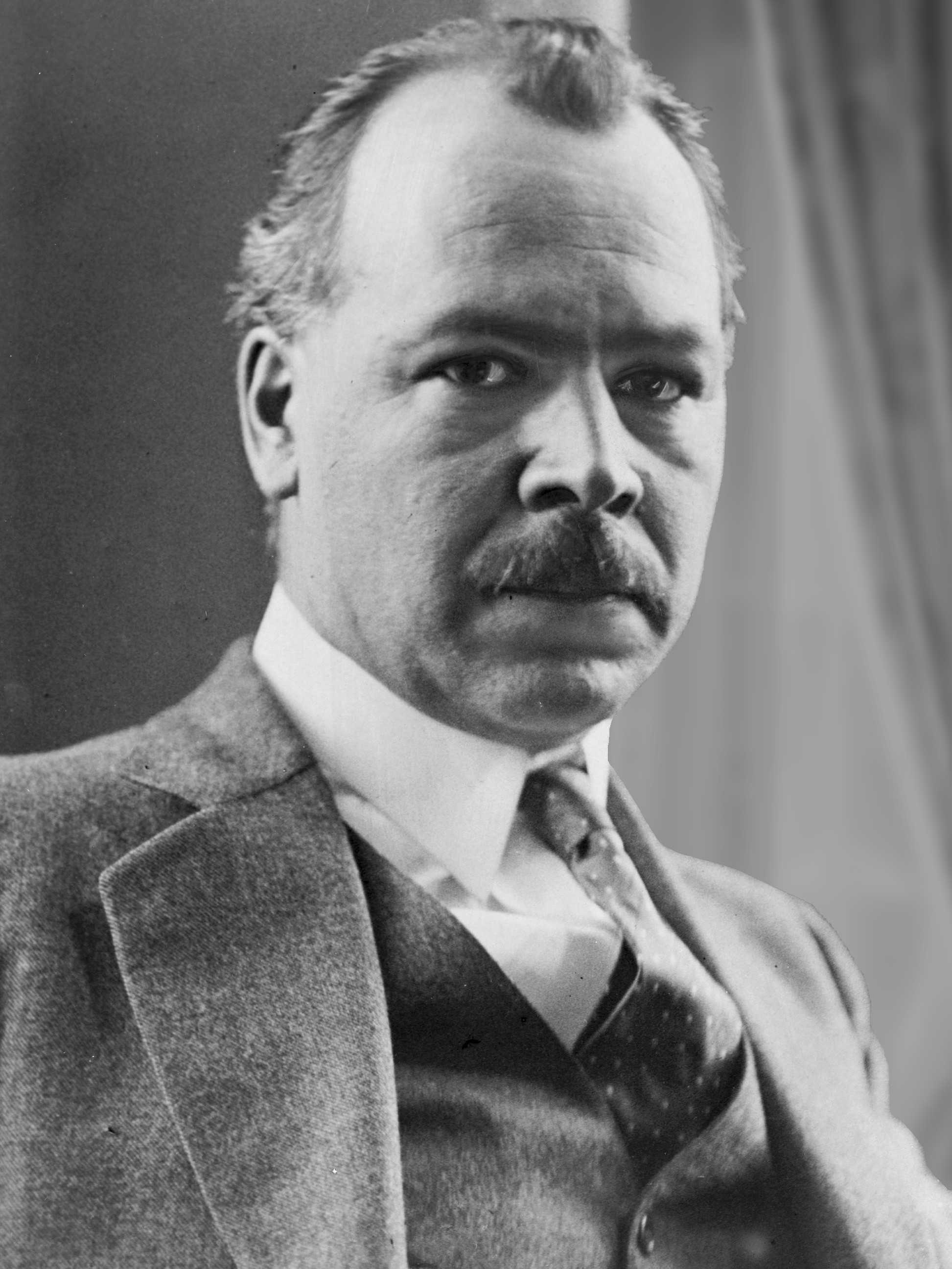
Nikolaj Ivanovich Vavilov.

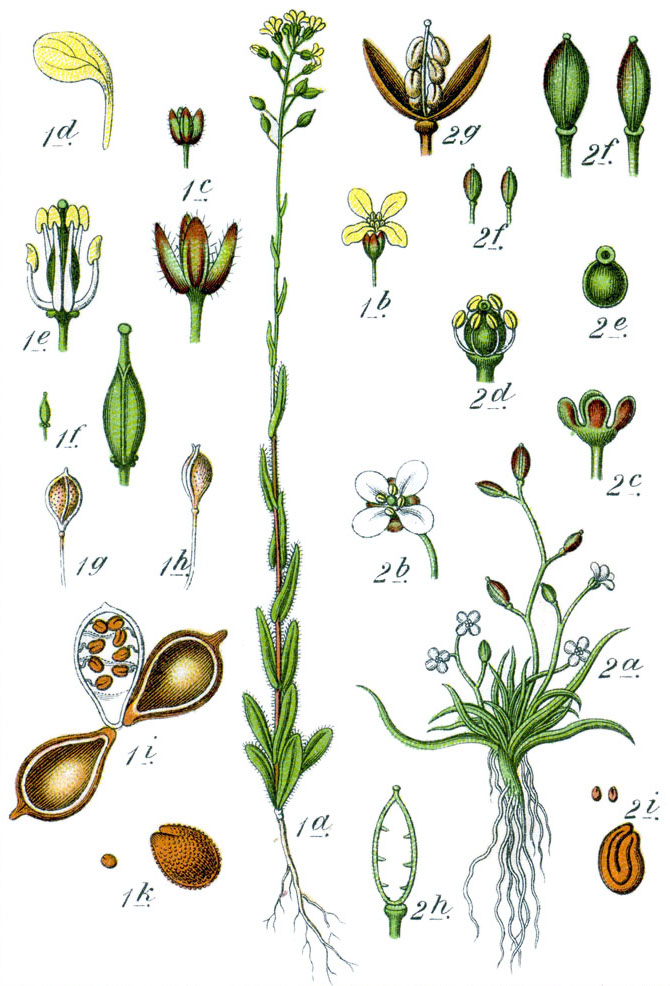
Oljedådran till vänster (nr 1) liknar lin och har frön som praktiskt taget inte går att skilja åt.

## Vavilovs mimikry
Nikolaj Vavilov (1887–1943) var mellankrigstidens främste genetiker i Sovjetunionen. Vavilov bedrev främst studier av kulturväxter och lade fram teorin att kulturväxternas ursprung står att finna i de områden där de visar störst variation. Han beskrev hur vissa ogräs genom naturligt urval börja likna odlade växter, vilket gjorde dem svårare att rensa bort. Den varianten av mimikry har senare fått låna genetikerns namn.

## Klassificering
Vavilovs mimikry är en aggressiv mimikry, som är av parasiterande karaktär, men som om arterna kan reproducera tillsammans kan bli mutualistisk.
Vavilovs mimikry förutsätter tre faktorer, förutom modellen och mimikry-växten också en operator. Operatorn kan vara människan, något djur eller en maskin. Det har på senare tid föreslagits att även ogräs anpassning till växtgifter ska räknas som Vavilovs mimikry, och i så fall skulle herbicider räknas som operatorer.
Vavilovs mimikry har påtagliga likheter med Bates mimikry på så sätt att ogräset inte delar egenskaperna som ger modellarten dess skydd och både modellen och operatorn påverkas negativt av mimikryn. Det finns dock skillnader: Vid Bates mimikry är modellen och operatorn fiender. Operatorn, predatorn, skulle äta den skyddade arten om det var möjligt, medan vid Vavilovs mimikry befinner sig skörden och människan i ett mutualistiskt förhållande. Däremot befinner sig mimikryn och människan i ett fiendeförhållande.

### Fotnoter
1. ↑  Vid Bates mimikry imiterar en harmlös art utseendet eller beteendet hos en annan, farlig art.

## Några exempel på Vavilovs mimikry
- Oljedådran, Camelina sativa linicola, ser ut som lin, Linum usitatissimum, och växer på samma ställen.[13]
- Linsnärjan, Cuscuta epilinum döljer sig också gärna där lin växer.[13]
- Råg, Secale cereale, är ett gräs som utvecklats från vildråg, Secale montanum. Råg var ursprungligen ett ogräs som växte med vete och korn och som utvecklades till skyddande likhet. Eftersom råg är en härdigare växt än vete har den sedan den skyddande likheten utvecklats till fullo blivit ett bra spannmål att odla där vete inte ger skörd, till exempel i bergsterräng.[13]
- Havre, Avena, har på samma sätt som råg utvecklats från ogräs till skyddande likhet vid vetet och kornets sida. Den nutida havren kommer ursprungligen från arten storhavre, Avena sterilis.[13]
- Echinochloa oryzoides är ett gräs som förekommer på risfält. Arten påminner starkt om ris, Oryza sativa. Risfälten rensas för hand medan plantorna är små och processen gynnar exemplar av E. oryzoides som liknar risplantorna mest. För varje generation ökar därför likheterna, både mellan plantorna och mellan deras frön. [14]